# John Cromwell
John Cromwell, eigentlich Elwood Dager Cromwell (* 23. Dezember 1887 in Toledo, Ohio; † 26. November 1979 in Santa Barbara, Kalifornien), war ein US-amerikanischer Film- und Theaterregisseur sowie Schauspieler. Zwischen 1929 und 1961 inszenierte er über 45 Kinofilme, wobei er sich insbesondere als Regisseur von Filmdramen einen Namen machen konnte.

## Karriere

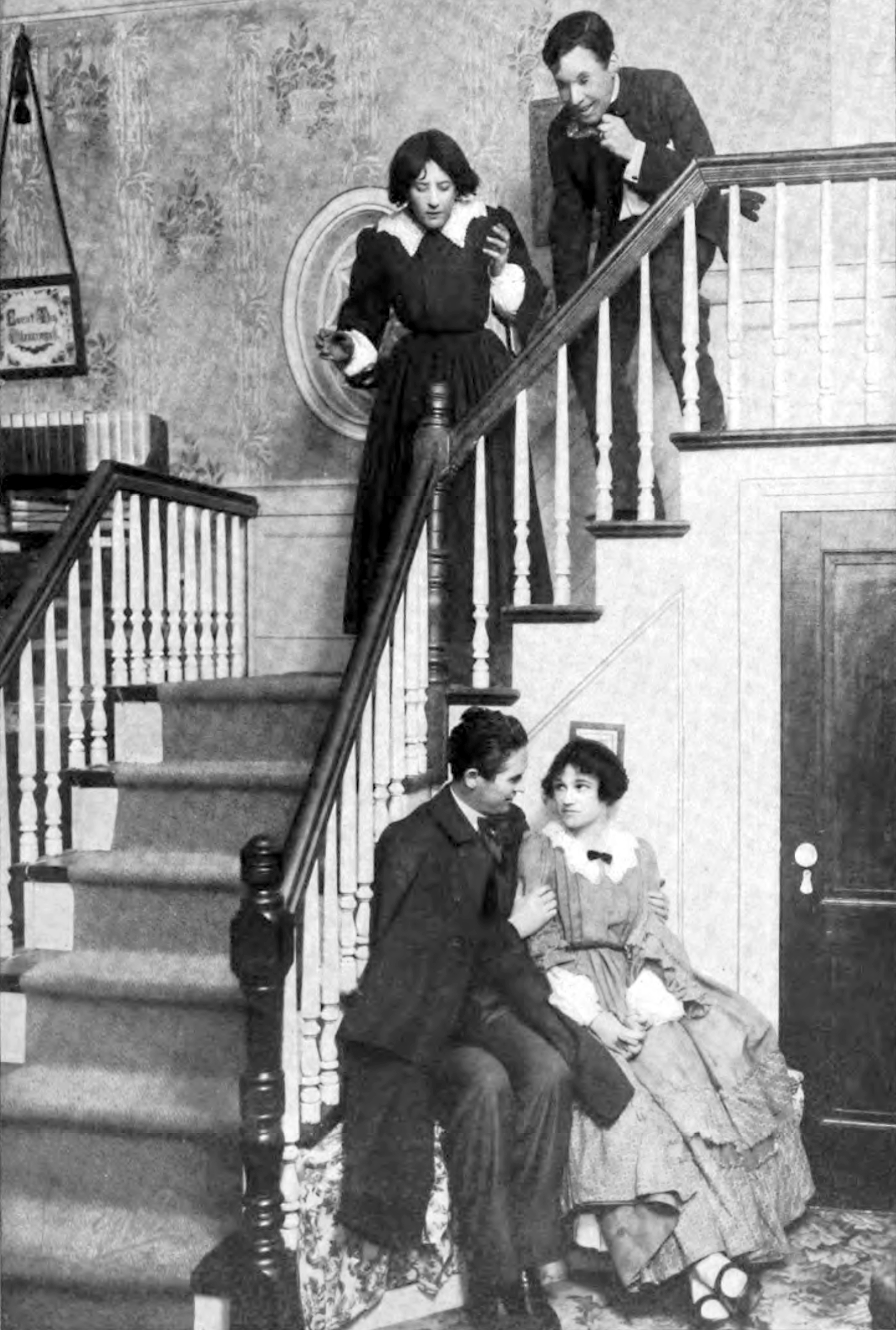
Der junge John Cromwell (sitzend) neben Alice Brady in einer Theaterproduktion von Little Women (1912)

John Cromwell entstammte einer wohlhabenden Familie aus dem Eisen- und Stahlindustrie. Nach dem Besuch der Howe Military Academy wandte er sich der Schauspielerei zu und machte 1912 sein Broadway-Debüt in einer Theaterproduktion des Romans Little Women. Er war auch kurzzeitig als Soldat für die U.S. Army im Ersten Weltkrieg.
Nach rund zwanzig Jahren als Bühnendarsteller, Regisseur und Produzent kam John Cromwell 1928 nach Hollywood, wo er bei Paramount zunächst als Schauspieler unter Vertrag stand. Nach einem Auftritt neben Ruth Chatterton in The Dummy wechselte er im selben Jahr 1929 ins Regiefach und hinter die Kamera. Schon mit den ersten Streifen, zwei Musicals mit Nancy Carroll, demonstrierte er seine Fähigkeit, auch seichte Stoffe packend und effektvoll zu inszenieren und gleichzeitig aus den Schauspielern gute Darstellungen zu holen. Mit Street of Chance, einem Drama von 1930 um einen Berufsspieler, der aus Liebe zu einer Frau den Tod findet, machte er aus den beiden Vertragsschauspielern William Powell und Kay Francis ein populäres Leinwandgespann, das insgesamt sechs gemeinsame Filme drehte. Mit dem Produzenten des Films, David O. Selznick, verband Cromwell eine lebenslange Freundschaft, die zu einigen erfolgreichen gemeinsamen Filmen führen sollte. Mit dem Wechsel von Selznick zu RKO ging auch Cromwell zum neu gegründeten Studio, wo er rasch zu einem der profiliertesten Frauenregisseure aufstieg, der die weiblichen Topstars wie Irene Dunne in The Silver Cord und Ann Vickers sowie Ann Harding in Double Harness zu überdurchschnittlich guten Leistungen führte. Allerdings drehte er mit Spitfire auch den größten Misserfolg in der an Flops sicher nicht armen Karriere von Katharine Hepburn. Ebenfalls 1934 gab er Bette Davis in Of Human Bondage ihren Durchbruch als ernsthafte Schauspielerin und der Umstand, dass Davis nicht für den Oscar nominiert wurde, erregte viel Aufsehen.
Cromwell folgte erneut den Wegen von Selznick, als dieser sich 1936 als unabhängiger Produzent selbständig machte. Mit Der kleine Lord und Der Gefangene von Zenda gab Cromwell dem neuen Studio Selznick International Pictures zwei dringend benötigte Hits. Die elegante Inszenierung von Der Gefangene von Zenda über einen verwechselten Kronprinzen profitierte von den guten Leistungen von Ronald Colman und Madeleine Carroll sowie der Kameraarbeit von James Wong Howe. Im Folgejahr war Cromwell für das viel beachtete amerikanische Debüt von Hedy Lamarr in Algiers verantwortlich, einer stilvollen Neuverfilmung des französischen Streifens Pépé le Moko – Im Dunkel von Algier. Charles Boyer spielte einen Kriminellen, der sich in der Kashba von Algier versteckt und durch die Liebe zur geheimnisvollen Hedy Lamarr aus seinem Versteck gelockt wird. Lamarr, deren schauspielerisches Talent als eher unterdurchschnittlich galt, wurde trotzdem praktisch über Nacht zur Sensation und brünett zur Modefarbe der späten Dreißiger.
1939 drehte Cromwell zwei Filme mit Carole Lombard, die nach ihrem Aufstieg zur hoch bezahlten Komödiantin den Wunsch hatte, ernsthafte Rollen zu übernehmen. Während Made For Each Other, die sentimentale Geschichte über eine idealistisches Liebespaar, dem das Geld für die Medikamente ihres kranken Kindes fehlt, ein finanzieller Reinfall für Produzent David O. Selznick und Lombard wurde, zeigte sich die Zusammenarbeit bei In Name Only als uneingeschränkter Erfolg. Das Melodram schildert die beinahe tragische Liebesgeschichte zwischen Cary Grant, der unglücklich mit Kay Francis verheiratet ist, und Lombard, einer frisch geschiedenen Mutter und freischaffenden Künstlerin. Besonders Francis als eiskalte Ehefrau, die Grant nur aus Berechnung geheiratet hat und ihm bewusst die Scheidung verweigert, bot eine ausgezeichnete Darstellung. Cromwell erreichte seinen künstlerischen Höhepunkt gegen Mitte der 1940er-Jahre. Gemeinsam mit Selznick schuf er mit Since You Went Away 1944 den ultimativen Streifen über die amerikanische Heimatfront. Claudette Colbert nahm für 250.000 US-Dollar Gage und drei freie Tage bezahlten Extraurlaub im Monat Abschied vom Rollenfach der Naiven und verkörperte Mutter von Shirley Temple und Jennifer Jones. Während sich Produzent Selznick ständig mit Colbert rumstritt und sich über ihr Obesession, nur die linke Gesichtshälfte vor die Kamera zu halten aufregte, kam Cromwell sehr gut mit ihr aus und hatte eher Probleme mit der noch sehr unerfahrenen Jones, die damals die Geliebte von Selznick war. Der Film kostete mit 3,5 Millionen US-Dollar ein Vermögen und spielte über 5 Millionen US-Dollar ein noch größeres wieder ein. 1946 führte Cromwell Irene Dunne und Rex Harrison in Anna and the King of Siam zu einem verdienten künstlerischen und finanziellen Triumph. Die Geschichte über eine englische Gouvernante am Hofe des Königs von Siam basierte teilweise auf Fakten und die Schilderung der mehr oder weniger unausgesprochenen Beziehung zwischen den beiden Protagonisten ist mit viel Takt und Geschick erzählt. Wenig später sorgte die sentimentale Geschichte The Enchanted Cottage über zwei verunstaltete Menschen, die sich selbst, wenn sie allein in ihrer kleinen Hütte sind, als wunderschön erleben, für volle Kinos.
Der Film Night Song war 1947 ein Reinfall und die Rolle von Merle Oberon als reicher, ziellosen Erbin, die aus Liebe zu einem blinden Pianisten ebenfalls vortäuscht, blind zu sein, sorgte für einen Verlust von über einer Million US-Dollar an der Kinokasse. Anfang der 1950er-Jahre geriet er durch Kommunismusvorwürfe während der McCarthy-Ära auf die Schwarze Liste, zwischen 1952 und 1957 konnte er keinen weiteren Film drehen. Zwischen 1944 und 1946 war Cromwell als Präsident der Regiegewerkschaft Directors Guild of America politisch engagiert gewesen. Sein letzter Film, bevor er auf die Blacklist geriet, war 1951 der Noir-Streifen The Racket  mit Robert Mitchum in der Hauptrolle eines hartgesottenen Polizisten. Cromwell wandte sich zeitweise wieder der Schauspielerei zu, für seinen Auftritt im Stück Point of No Return am Broadway wurde er 1952 mit dem Tony Award als Bester Nebendarsteller ausgezeichnet. Ab Ende der 1950er-Jahre war Cromwell wieder als Filmregisseur tätig, den Zenit seiner Karriere hatte er allerdings bereits überschritten. 1961 drehte er seinen letzten Film A Matter of Morals mit Maj-Britt Nilsson in der Hauptrolle.
John Cromwell inszenierte im Laufe seiner Karriere erfolgreiche Filme in einer Vielzahl von Genres, besonders häufig aber produzierte er Romanzen und Melodramen. Er legte großen Wert auf Dialoge und war daher in der Lage, auch eher langweilige Drehbücher mit Leben auszufüllen. Der hochbetagte John Cromwell beendete seine Karriere durch zwei Auftritte als Schauspieler in Filmen von Robert Altman: In Drei Frauen spielte er 1977 den Vater von Sissy Spacek, in Eine Hochzeit aus dem Folgejahr war er als Bischof zu sehen.

## Privatleben
Bis zu ihrem Tod 1918 war er mit Alice Lindahl verheiratet, von 1919 bis zur Scheidung 1921 mit Marie Goff. 1928 heiratete er die Schauspielerin Kay Johnson, mit der er zwei Kinder hatte, darunter den bekannten Schauspieler James Cromwell. Die Ehe wurde 1946 geschieden. Bis zu seinem Tod war er mit der Schauspielerin Ruth Nelson verheiratet. Im September 1979 starb John Cromwell mit 91 Jahren an einer Lungenembolie.
Für seine Filmkarriere wurde John Cromwell ein Stern auf dem Hollywood Walk of Fame gewidmet.

## Filmografie

### Als Regisseur
- 1929: Close Harmony
- 1929: Artisten (The Dance of Life)
- 1929: Der Kampf um die Macht (The Mighty)
- 1930: Street of Chance
- 1930: Das Verbrechen von Buenas Terras (The Texan)
- 1930: For the Defense
- 1930: Tom Sawyer
- 1931: Scandal Sheet
- 1931: Unfaithful
- 1931: The Vice Squad
- 1931: Rich Man’s Folly
- 1932: World and the Flesh
- 1933: Sweepings
- 1933: The Silver Cord
- 1933: Double Harness
- 1933: Ann Vickers
- 1934: This Man Is Mine
- 1934: Spitfire
- 1934: Of Human Bondage
- 1934: The Fountain
- 1935: Village Tale
- 1935: Jalna
- 1935: I Dream Too Much
- 1936: Banjo on My Knee
- 1936: To Mary: with Love
- 1936: Der kleine Lord (Little Lord Fauntleroy)
- 1937: Der Gefangene von Zenda (The Prisoner of Zenda)
- 1938: Algiers
- 1939: Ein ideales Paar (Made for Each Other)
- 1939: Nur dem Namen nach (In Name Only)
- 1940: Abe Lincoln in Illinois (Abe Lincoln in Illinois)
- 1940: Victory
- 1941: So Ends Our Night
- 1942: Abenteuer in der Südsee (Son of Fury: The Story of Benjamin Blake)
- 1944: Als du Abschied nahmst (Since You Went Away)
- 1945: Mit den Augen der Liebe (The Enchanted Cottage)
- 1946: Anna und der König von Siam (Anna and the King of Siam)
- 1947: Späte Sühne (Dead Reckoning)
- 1948: Night Song
- 1950: Frauengefängnis (Caged)
- 1951: Auf Bewährung freigelassen (The Company She Keeps)
- 1951: Gangster (The Racket)
- 1958: Die Göttin (The Goddess)
- 1959: The Scavengers
- 1961: A Matter of Morals

### Als Schauspieler
- 1929: A Dummy
- 1929: Artisten (The Dance of Life)
- 1929: The Mighty
- 1930: Street of Chance
- 1930: For the Defense
- 1933: Ann Vickers
- 1940: Abe Lincoln in Illinois
- 1951: Auf Bewährung freigelassen (The Company She Keeps)
- 1954: Producers' Showcase (Fernsehserie, 1 Folge)
- 1955: Kraft Televison Theatre (Fernsehserie, 1 Folge)
- 1956: Studio One (Fernsehserie, 1 Folge)
- 1957: Charmant und süß – aber ein Biest (Top Secret Affair)
- 1977: Drei Frauen (3 Women)
- 1978: Eine Hochzeit (A Wedding)